# Kerry Melville
Kerry Melville, de casada Kerry Reid (Mosman, 7 d'agost de 1947) és una tennista professional australiana retirada.
En el seu palmarès destaquen un títol de Grand Slam individual i tres en dobles femenins. Va formar part de l'equip australià de la Copa Federació que es va imposar en l'edició de 1968. La seva trajectòria al circuit femení va durar disset anys i va guanyar almenys un títol en pràcticament totes les temporades.

## Biografia
Es va casar amb el també tennista estatunidenc Raz Reid, el 27 d'abril de 1975 a Greenville. El seu marit es va retirar l'any 1977 i llavors fou el seu entrenador fins a la seva retirada. Llavors es van establir a Carolina del Sud, on van tenir quatre fills.
Fou condecorada com a Membre de l'Orde de l'Imperi Britànic per la Reina Elisabet II l'any 1979. El 2004 va entrar a l'Australian Tennis Hall of Fame, i el 2021 en l'International Tennis Hall of Fame dins el grup de tennista "Original Nine", fundadores del circuit de tennis femení WTA.

## Torneigs de Grand Slam

### Individual: 3 (1−2)
| Resultat   | Núm. | Any        | Torneig          | Oponent          | Marcador |
| ---------- | ---- | ---------- | ---------------- | ---------------- | -------- |
| Finalista  | 1.   | 1970       | Open d'Austràlia | Margaret Court   | 3−6, 1−6 |
| Finalista  | 2.   | 1972       | US Open          | Billie Jean King | 3−6, 5−7 |
| Guanyadora | 1.   | 1977 (gen) | Open d'Austràlia | Dianne Fromholtz | 7−5, 6−2 |

### Dobles femenins: 8 (3−5)
| Resultat   | Núm. | Any        | Torneig                  | Parella         | Oponents                             | Marcador                                 |
| ---------- | ---- | ---------- | ------------------------ | --------------- | ------------------------------------ | ---------------------------------------- |
| Guanyadora | 1.   | 1968       | Australian Championships | Karen Krantzcke | Judy Tegart Dalton Lesley Turner     | 6−4, 3−6, 6−2                            |
| Finalista  | 1.   | 1970       | Open d'Austràlia         | Karen Krantzcke | Margaret Court Judy Tegart Dalton    | 3−6, 1−6                                 |
| Finalista  | 2.   | 1973       | Open d'Austràlia (2)     | Kerry Harris    | Margaret Court Virginia Wade         | 4−6, 4−6                                 |
| Finalista  | 3.   | 1974       | Open d'Austràlia (3)     | Kerry Harris    | Evonne Goolagong Peggy Michel        | 5−7, 3−6                                 |
| Finalista  | 4.   | 1977 (gen) | Open d'Austràlia (4)     | Betsy Nagelsen  | Helen Gourlay Dianne Fromholtz       | 7−5, 1−6, 4−6                            |
| Guanyadora | 2.   | 1977 (des) | Open d'Austràlia (2)     | Mona Guerrant   | Evonne Goolagong Helen Gourlay       | Títol compartit, final suspesa per pluja |
| Guanyadora | 3.   | 1978       | Wimbledon                | Wendy Turnbull  | Mima Jaušovec Virginia Ruzici        | 4−6, 9−8(10), 6−3                        |
| Finalista  | 5.   | 1978       | US Open                  | Wendy Turnbull  | Billie Jean King Martina Navrátilová | 6−7, 4−6                                 |

## Palmarès

### Individual: 51 (16−35)
| Títols per superfície |
| --------------------- |
| Dura (3−1)            |
| Gespa (9−14)          |
| Terra batuda (3−9)    |
| Moqueta (1−6)         |

| Resultat   | Núm. | Data                   | Torneig                                                | Superfície   | Oponent              | Marcador         |
| ---------- | ---- | ---------------------- | ------------------------------------------------------ | ------------ | -------------------- | ---------------- |
| Finalista  | 1.   | 3 d'octubre de 1964    | Glen Iris, Austràlia                                   | Gespa        | Margaret Smith       | 1−6, 0−6         |
| Finalista  | 2.   | 3 de febrer de 1966    | Auckland, Nova Zelanda                                 | Gespa        | Margaret Smith       | 1−6, 1−6         |
| Finalista  | 3.   | 8 de desembre de 1966  | Adelaida, Austràlia                                    | Gespa        | Lesley Turner        | 2−6, 4−6         |
| Guanyadora | 1.   | 2 d'agost de 1967      | Locust Valley, Estats Units                            | Gespa        | Tory Ann Fretz       | 6−1, 6−3         |
| Finalista  | 4.   | 15 d'agost de 1967     | Manchester, Regne Unit                                 | Gespa        | Billie Jean King     | 6−8, 1−6         |
| Finalista  | 5.   | 15 d'octubre de 1967   | Melbourne, Austràlia                                   | Terra batuda | Lesley Turner        | 6−1, 5−7, 2−6    |
| Guanyadora | 2.   | 28 de gener de 1968    | Auckland                                               | Gespa        | Gail Sherriff        | 8−6, 6−1         |
| Finalista  | 6.   | 10 de desembre de 1968 | Brisbane, Austràlia                                    | Gespa        | Karen Krantzcke      | 3−6, 4−6         |
| Finalista  | 7.   | 21 d'abril de 1969     | Roma, Itàlia                                           | Terra batuda | Julie Heldman        | 5−7, 3−6         |
| Guanyadora | 3.   | 5 de maig de 1969      | Guildford, Regne Unit                                  | Terra batuda | Margaret Smith Court | 6−3, 7−5         |
| Finalista  | 8.   | 9 de juny de 1969      | Beckenham, Regne Unit                                  | Gespa        | Denise Carter        | 3−6, 5−7         |
| Guanyadora | 4.   | 28 de juliol de 1969   | Hilversum, Països Baixos                               | Terra batuda | Karen Krantzcke      | 6−2, 3−6, 6−3    |
| Guanyadora | 5.   | 17 d'octubre de 1969   | Rockdale, Austràlia                                    | Terra batuda | Karen Krantzcke      | 6−3, 8−10, 6−1   |
| Finalista  | 9.   | 30 de desembre de 1969 | Perth, Austràlia                                       | Gespa        | Margaret Smith Court | 4−6, 4−6         |
| Finalista  | 10.  | 5 de gener de 1970     | Hobart, Austràlia                                      | Gespa        | Margaret Smith Court | 2−6, 2−6         |
| Finalista  | 11.  | 10 de gener de 1970    | Melbourne (2)                                          | Gespa        | Margaret Smith Court | 1−6, 1−6         |
| Finalista  | 12.  | 19 de gener de 1970    | Open d'Austràlia, Austràlia                            | Gespa        | Margaret Smith Court | 3−6, 1−6         |
| Finalista  | 13.  | 27 de gener de 1970    | Auckland (2)                                           | Gespa        | Ann Haydon-Jones     | 6−0, 4−6, 1−6    |
| Finalista  | 14.  | 13 de juliol de 1970   | Hoylake, Regne Unit                                    | Gespa        | Evonne Goolagong     | 6−2, 2−6, 1−6    |
| Finalista  | 15.  | 27 de juliol de 1970   | Hilversum                                              | Terra batuda | Margaret Smith Court | 1−6, 1−6         |
| Guanyadora | 6.   | 24 d'agost de 1970     | South Orange, Estats Units                             | Gespa        | Patti Hogan          | 7−6, 6−4         |
| Guanyadora | 7.   | 7 de juny de 1971      | Beckenham                                              | Gespa        | Kristy Pigeon        | 6−0, 3−6, 9−7    |
| Finalista  | 16.  | 2 d'agost de 1971      | Houston, Estats Units                                  | Moqueta (i)  | Billie Jean King     | 4−6, 6−4, 1−6    |
| Guanyadora | 8.   | 28 d'agost de 1971     | Newport, Estats Units                                  | Gespa        | Françoise Dürr       | 6−3, 6−7, 7−6    |
| Finalista  | 17.  | 12 de gener de 1972    | San Francisco, Estats Units                            | Dura         | Billie Jean King     | 6−7(0), 6−7(2)   |
| Guanyadora | 9.   | 28 de febrer de 1972   | Birmingham, Estats Units                               | Moqueta (i)  | Rosie Casals         | 6−3, 6−7(4), 6−4 |
| Finalista  | 18.  | 12 de juny de 1972     | Bristol, Regne Unit                                    | Gespa        | Billie Jean King     | 3−6, 2−6         |
| Guanyadora | 10.  | 10 de juliol de 1972   | Newport, Regne Unit                                    | Gespa        | Virginia Wade        | 7−5, 6−2         |
| Finalista  | 19.  | 28 d'agost de 1972     | US Open, Estats Units                                  | Gespa        | Billie Jean King     | 3−6, 5−7         |
| Finalista  | 20.  | 7 d'octubre de 1972    | Virginia Slims Championships, Boca Raton, Estats Units | Terra batuda | Chris Evert          | 5−7, 4−6         |
| Finalista  | 21.  | 16 de gener de 1973    | Oakland, Estats Units                                  | Moqueta (i)  | Margaret Smith Court | 3−6, 3−6         |
| Finalista  | 22.  | 29 de gener de 1973    | Bethesda, Estats Units                                 | Moqueta (i)  | Margaret Smith Court | 1−6, 2−6         |
| Finalista  | 23.  | 5 de febrer de 1973    | Miami Beach, Estats Units                              | Terra batuda | Margaret Smith Court | 6−4, 1−6, 5−7    |
| Finalista  | 24.  | 28 de febrer de 1973   | Detroit, Estats Units                                  | Moqueta (i)  | Margaret Smith Court | 6−7, 3−6         |
| Guanyadora | 11.  | 26 de març de 1973     | Tucson, Estats Units                                   | Dura         | Nancy Richey-Gunter  | 6−3, 6−3         |
| Finalista  | 25.  | 28 de gener de 1974    | Fairfax, Estats Units                                  | Moqueta (i)  | Billie Jean King     | 0−6, 2−6         |
| Finalista  | 26.  | 4 de febrer de 1974    | Fort Lauderdale, Estats Units                          | Terra batuda | Chris Evert          | Renúncia         |
| Finalista  | 27.  | 15 d'abril de 1974     | Saint Petersburg, Estats Units                         | Terra batuda | Chris Evert          | 0−6, 1−6         |
| Finalista  | 28.  | 29 d'abril de 1974     | Hilton Head, Estats Units                              | Terra batuda | Chris Evert          | 1−6, 3−6         |
| Guanyadora | 12.  | 14 de novembre de 1974 | Johannesburg, Sud-àfrica                               | Dura         | Dianne Fromholtz     | 6−3, 7−5         |
| Finalista  | 29.  | 27 de gener de 1975    | Fairfax (2)                                            | Moqueta (i)  | Martina Navrátilová  | 3−6, 1−6         |
| Finalista  | 30.  | 26 d'abril de 1976     | Amelia Island, Estats Units                            | Terra batuda | Chris Evert          | 2−6, 2−6         |
| Guanyadora | 13.  | 27 de desembre de 1976 | Sydney, Austràlia                                      | Gespa        | Dianne Fromholtz     | 3−6, 6−2, 6−3    |
| Guanyadora | 14.  | 3 de gener de 1977     | Open d'Austràlia                                       | Gespa        | Dianne Fromholtz     | 7−5, 6−2         |
| Finalista  | 31.  | 14 de novembre de 1977 | Sydney                                                 | Gespa        | Evonne Goolagong     | 1−6, 3−6         |
| Finalista  | 32.  | 10 d'abril de 1978     | Hilton Head (2)                                        | Terra batuda | Chris Evert          | 2−6, 0−6         |
| Finalista  | 33.  | 21 d'agost de 1978     | Mahwah, Estats Units                                   | Dura         | Virginia Wade        | 6−1, 1−6, 4−6    |
| Finalista  | 34.  | 4 de desembre de 1978  | Sydney (2)                                             | Gespa        | Dianne Fromholtz     | 1−6, 6−1, 4−6    |
| Guanyadora | 15.  | 11 de desembre de 1978 | Adelaida                                               | Gespa        | Beth Norton          | 7−5, 6−7, 6−1    |
| Guanyadora | 16.  | 28 de març de 1979     | Carlsbad, Estats Units                                 | Dura         | Sue Barker           | 7−6, 3−6, 6−2    |
| Finalista  | 35.  | 9 d'abril de 1979      | Hilton Head (3)                                        | Terra batuda | Tracy Austin         | 6−7, 6−7         |

### Dobles femenins: 64 (25−39)
| Títols per superfície |
| --------------------- |
| Dura (5−7)            |
| Gespa (10−20)         |
| Terra batuda (6−7)    |
| Moqueta (4−5)         |

| Resultat   | Núm. | Data                   | Torneig                                                  | Superfície   | Parella            | Oponents                                | Marcador                                 |
| ---------- | ---- | ---------------------- | -------------------------------------------------------- | ------------ | ------------------ | --------------------------------------- | ---------------------------------------- |
| Finalista  | 1.   | 20 de febrer de 1964   | Hobart, Austràlia                                        | Terra batuda | Gail Sherriff      | Robyn Ebbern Joan Gibson                | 6−2, 4−6, 5−7                            |
| Guanyadora | 1.   | 27 de març de 1964     | Albury, Austràlia                                        | Gespa        | Margaret Smith     | Judy Tegart Lesley Turner               | 6−1, 6−1                                 |
| Finalista  | 2.   | 30 de maig de 1966     | Manchester, Regne Unit                                   | Gespa        | Karen Krantzcke    | Trudy Groenman Elly Krocke              | 6−1, 4−6, 3−6                            |
| Finalista  | 3.   | 29 de gener de 1967    | Auckland, Nova Zelanda                                   | Gespa        | Gail Sherriff      | Rosie Casals Françoise Dürr             | 4−6, 8−10                                |
| Finalista  | 4.   | 12 de juny de 1967     | Beckenham, Regne Unit                                    | Gespa        | Karen Krantzcke    | Ann Haydon-Jones Virginia Wade          | 2−6, 6−3, 4−6                            |
| Guanyadora | 2.   | 19 de gener de 1968    | Australian Championships, Austràlia                      | Gespa        | Karen Krantzcke    | Judy Tegart Lesley Turner               | 6−4, 3−6, 6−2                            |
| Guanyadora | 3.   | 28 de gener de 1968    | Auckland                                                 | Gespa        | Gail Sherriff      | Ada Bakker Astrid Suurbeek              | 6−0, 6−2                                 |
| Guanyadora | 4.   | 23 de novembre de 1968 | Adelaida, Austràlia                                      | Gespa        | Karen Krantzcke    | Lesley Hunt Judy Tegart                 | 6−1, 6−2                                 |
| Finalista  | 5.   | 6 de gener de 1969     | Melbourne, Austràlia                                     | Gespa        | Karen Krantzcke    | Margaret Smith Court Judy Tegart        | 6−3, 3−6, 2−6                            |
| Finalista  | 6.   | 3 de març de 1969      | Caracas, Veneçuela                                       | Dura         | Karen Krantzcke    | Margaret Smith Court Judy Tegart        | 5−7, 6−8                                 |
| Finalista  | 7.   | 11 de març de 1969     | Barranquilla, Colòmbia                                   | Terra batuda | Karen Krantzcke    | Margaret Smith Court Judy Tegart        | 2−6, 4−6                                 |
| Guanyadora | 5.   | 31 de març de 1969     | San Juan, Puerto Rico                                    | Dura         | Karen Krantzcke    | Mary-Ann Eisel Valerie Ziegenfuss       | 7−5, 7−5                                 |
| Finalista  | 8.   | 14 d'abril de 1969     | Houston, Estats Units                                    | Terra batuda | Karen Krantzcke    | Margaret Smith Court Judy Tegart        | 4−6, 3−6                                 |
| Finalista  | 9.   | 9 de juny de 1969      | Beckenham (2)                                            | Gespa        | Karen Krantzcke    | Mary-Ann Eisel Julie Heldman            | 5−7, 3−6                                 |
| Guanyadora | 6.   | 7 de juliol de 1969    | Dublín, Irlanda                                          | Gespa        | Karen Krantzcke    | Rosie Casals Billie Jean King           | 5−7, 6−2, 6−4                            |
| Guanyadora | 7.   | 28 de juliol de 1969   | Hilversum, Països Baixos                                 | Terra batuda | Karen Krantzcke    | Helen Gourlay Pat Walkden               | 1−6, 6−4, 6−3                            |
| Guanyadora | 8.   | 17 d'octubre de 1969   | Rockdale, Austràlia                                      | Terra batuda | Karen Krantzcke    | Jan Lehane Winnie Shaw                  | 4−6, 6−2, 6−3                            |
| Finalista  | 10.  | 28 de desembre de 1969 | Adelaida                                                 | Gespa        | Karen Krantzcke    | Kerry Harris Winnie Shaw                | Final suspesa per pluja                  |
| Guanyadora | 9.   | 30 de desembre de 1969 | Perth, Austràlia                                         | Gespa        | Karen Krantzcke    | Margaret Smith Court Winnie Shaw        | 6−2, 3−6, 6−3                            |
| Finalista  | 11.  | 5 de gener de 1970     | Hobart (2)                                               | Gespa        | Karen Krantzcke    | Margaret Smith Court Judy Tegart-Dalton | 7−5, 6−8, 2−6                            |
| Finalista  | 12.  | 10 de gener de 1970    | Melbourne (2)                                            | Gespa        | Karen Krantzcke    | Margaret Smith Court Judy Tegart-Dalton | 3−6, 4−6                                 |
| Finalista  | 13.  | 19 de gener de 1970    | Open d'Austràlia                                         | Gespa        | Karen Krantzcke    | Margaret Smith Court Judy Tegart-Dalton | 1−6, 3−6                                 |
| Finalista  | 14.  | 27 de gener de 1970    | Auckland (2)                                             | Gespa        | Karen Krantzcke    | Margaret Smith Court Ann Haydon-Jones   | 0−6, 4−6                                 |
| Finalista  | 15.  | 22 de març de 1970     | Johannesburg, Sud-àfrica                                 | Dura         | Karen Krantzcke    | Rosie Casals Billie Jean King           | 2−6, 2−6                                 |
| Finalista  | 16.  | 25 de maig de 1970     | Surbiton, Regne Unit                                     | Gespa        | Corinne Molesworth | Ann Haydon-Jones Joyce Barclay          | 6−3, 3−6, 2−6                            |
| Finalista  | 17.  | 8 de juny de 1970      | Bristol, Regne Unit                                      | Gespa        | Karen Krantzcke    | Margaret Smith Court Judy Tegart-Dalton | 2−6, 3−6                                 |
| Finalista  | 18.  | 15 de juny de 1970     | Londres, Regne Unit                                      | Gespa        | Karen Krantzcke    | Rosie Casals Billie Jean King           | 4−6, 3−6                                 |
| Guanyadora | 10.  | 13 de juliol de 1970   | Hoylake, Regne Unit                                      | Gespa        | Karen Krantzcke    | Judy Tegart-Dalton Julie Heldman        | 6−2, 12−10                               |
| Guanyadora | 11.  | 27 de juliol de 1970   | Hilversum (2)                                            | Terra batuda | Karen Krantzcke    | Margaret Smith Court Helga Masthoff     | 3−6, 9−7, 7−5                            |
| Guanyadora | 12.  | 10 d'agost de 1970     | Hamburg, Alemanya Occidental                             | Terra batuda | Karen Krantzcke    | Winnie Shaw Virginia Wade               | 6−0, 6−1                                 |
| Finalista  | 19.  | 28 de març de 1971     | San Juan                                                 | Dura         | Karen Krantzcke    | Françoise Dürr Ann Haydon-Jones         | 6−7, 3−6                                 |
| Finalista  | 20.  | 28 d'agost de 1971     | Newport, Estats Units                                    | Gespa        | Kerry Harris       | Judy Tegart-Dalton Françoise Dürr       | 2−6, 1−6                                 |
| Finalista  | 21.  | 14 de setembre de 1971 | Louisville, Estats Units                                 | Terra batuda | Betty Stöve        | Judy Tegart-Dalton Françoise Dürr       | 6−2, 4−6, 3−6                            |
| Finalista  | 22.  | 28 de febrer de 1972   | Birmingham, Estats Units                                 | Moqueta (i)  | Rosie Casals       | Judy Tegart-Dalton Françoise Dürr       | 1−6, 1−6                                 |
| Finalista  | 23.  | 10 de juliol de 1972   | Newport, Regne Unit                                      | Gespa        | Kerry Harris       | Judy Tegart-Dalton Betty Stöve          | 5−7, 4−6                                 |
| Finalista  | 24.  | 1 d'agost de 1972      | Columbus, Estats Units                                   | Terra batuda | Kerry Harris       | Françoise Dürr Helen Gourlay            | 4−6, 3−6                                 |
| Finalista  | 25.  | 26 de desembre de 1972 | Open d'Austràlia (2)                                     | Gespa        | Kerry Harris       | Margaret Smith Court Virginia Wade      | 4−6, 4−6                                 |
| Finalista  | 26.  | 29 de gener de 1973    | Bethesda, Estats Units                                   | Moqueta (i)  | Kerry Harris       | Rosie Casals Julie Heldman              | 3−6, 3−6                                 |
| Guanyadora | 13.  | 1 d'octubre de 1973    | Phoenix, Estats Units                                    | Dura         | Kerry Harris       | Rosie Casals Billie Jean King           | 6−4, 6−4                                 |
| Guanyadora | 14.  | 23 d'octubre de 1973   | Honolulu, Estats Units                                   | Dura         | Kerry Harris       | Helen Gourlay Karen Krantzcke           | 6−3, 3−6, 6−3                            |
| Finalista  | 27.  | 24 de desembre de 1973 | Open d'Austràlia (3)                                     | Gespa        | Kerry Harris       | Evonne Goolagong Peggy Michel           | 5−7, 3−6                                 |
| Guanyadora | 15.  | 14 de novembre de 1974 | Johannesburg                                             | Dura         | Ilana Kloss        | Margaret Smith Court Dianne Fromholtz   | 6−3, 7−5                                 |
| Finalista  | 28.  | 27 de gener de 1975    | Fairfax, Estats Units                                    | Moqueta (i)  | Helen Gourlay      | Françoise Dürr Betty Stöve              | 3−6, 4−6                                 |
| Finalista  | 29.  | 3 de gener de 1977     | Open d'Austràlia (4)                                     | Gespa        | Betsy Nagelsen     | Dianne Fromholtz Helen Gourlay          | 7−5, 1−6, 5−7                            |
| Guanyadora | 16.  | 28 de febrer de 1977   | San Francisco, Estats Units                              | Moqueta (i)  | Greer Stevens      | Sue Barker Ann Kiyomura                 | 6−3, 6−1                                 |
| Finalista  | 30.  | 7 de març de 1977      | Dallas, Estats Units                                     | Moqueta (i)  | Greer Stevens      | Martina Navrátilová Betty Stöve         | 6−3, 7−5                                 |
| Guanyadora | 17.  | 29 de setembre de 1977 | Hilton Head, Estats Units                                | Terra batuda | Evonne Goolagong   | Dianne Fromholtz Virginia Wade          | 5−7, 6−1, 6−4                            |
| Guanyadora | 18.  | 17 d'octubre de 1977   | São Paulo, Brasil                                        | Terra batuda | Wendy Turnbull     | Martina Navrátilová Betty Stöve         | 6−3, 5−7, 6−2                            |
| Finalista  | 31.  | 14 de novembre de 1977 | Sydney, Austràlia                                        | Gespa        | Greer Stevens      | Evonne Goolagong Betty Stöve            | Final suspesa per la pluja               |
| Finalista  | 32.  | 12 de desembre de 1977 | Sydney (2)                                               | Gespa        | Mona Guerrant      | Helen Cawley Evonne Goolagong           | 0−6, 0−6                                 |
| Guanyadora | 19.  | 19 de desembre de 1977 | Open d'Austràlia (5)                                     | Gespa        | Mona Guerrant      | Evonne Goolagong Helen Cawley           | Títol compartit, final suspesa per pluja |
| Guanyadora | 20.  | 6 de febrer de 1978    | Seattle, Estats Units                                    | Moqueta (i)  | Wendy Turnbull     | Patricia Bostrom Marita Redondo         | 6−2, 6−3                                 |
| Finalista  | 33.  | 20 de febrer de 1978   | Detroit, Estats Units                                    | Moqueta (i)  | Wendy Turnbull     | Billie Jean King Martina Navrátilová    | 3−6, 4−6                                 |
| Finalista  | 34.  | 27 de febrer de 1978   | Kansas City, Estats Units                                | Dura (i)     | Wendy Turnbull     | Billie Jean King Martina Navrátilová    | 4−6, 4−6                                 |
| Guanyadora | 21.  | 20 de març de 1978     | Filadèlfia, Estats Units                                 | Dura (i)     | Wendy Turnbull     | Françoise Dürr Virginia Wade            | 6−3, 7−5                                 |
| Guanyadora | 22.  | 26 de juny de 1978     | Wimbledon, Regne Unit                                    | Gespa        | Wendy Turnbull     | Mima Jaušovec Virginia Ruzici           | 4−6, 9−8, 6−3                            |
| Finalista  | 35.  | 28 d'agost de 1978     | US Open, Estats Units                                    | Dura         | Wendy Turnbull     | Billie Jean King Martina Navrátilová    | 6−7, 4−6                                 |
| Guanyadora | 23.  | 9 d'octubre de 1978    | Minneapolis, Estats Units                                | Moqueta (i)  | Wendy Turnbull     | Lesley Hunt Ilana Kloss                 | 6−3, 6−3                                 |
| Finalista  | 36.  | 6 de novembre de 1978  | Clearwater, Estats Units                                 | Dura         | Wendy Turnbull     | Martina Navrátilová Anne Smith          | 6−7, 3−6                                 |
| Finalista  | 37.  | 14 de novembre de 1978 | Colgate Series Championships, Palm Springs, Estats Units | Dura         | Wendy Turnbull     | Billie Jean King Martina Navrátilová    | 2−6, 2−6                                 |
| Guanyadora | 24.  | 4 de desembre de 1978  | Sydney                                                   | Gespa        | Wendy Turnbull     | Judy Connor Anne Hobbs                  | 6−2, 4−6, 6−2                            |
| Guanyadora | 25.  | 12 de març de 1979     | Boston, Estats Units                                     | Moqueta (i)  | Wendy Turnbull     | Sue Barker Ann Kiyomura                 | 6−4, 6−2                                 |
| Finalista  | 38.  | 7 de maig de 1979      | Roma, Itàlia                                             | Terra batuda | Evonne Goolagong   | Betty Stöve Wendy Turnbull              | 3−6, 4−6                                 |
| Finalista  | 39.  | 21 de maig de 1979     | Berlín, Alemanya Occidental                              | Terra batuda | Evonne Goolagong   | Rosie Casals Wendy Turnbull             | 2−6, 5−7                                 |

### Dobles mixts: 2 (0−2)
| Títols per superfície |
| --------------------- |
| Dura (0−0)            |
| Gespa (0−1)           |
| Terra batuda (0−1)    |

| Resultat  | Núm. | Data                   | Torneig                   | Superfície   | Parella       | Oponents                       | Marcador           |
| --------- | ---- | ---------------------- | ------------------------- | ------------ | ------------- | ------------------------------ | ------------------ |
| Finalista | 1.   | 30 de maig de 1966     | Manchester, Regne Unit    | Gespa        | Allan Stone   | Betty Stöve Colin Zeeman       | Final no disputada |
| Finalista | 2.   | 29 de setembre de 1977 | Hilton Head, Estats Units | Terra batuda | Roscoe Tanner | Virginia Wade Vitas Gerulaitis | 6−7, 6−3, 7−6      |

### Equips: 6 (1−5)
| Resultat   | Núm. | Data                                   | Torneig                                      | Superfície   | Equip                           | Oponents                                               | Marcador |
| ---------- | ---- | -------------------------------------- | -------------------------------------------- | ------------ | ------------------------------- | ------------------------------------------------------ | -------- |
| Guanyadora | 1.   | 21 − 26 de maig de 1968                | Copa Federació, París, França                | Terra batuda | Margaret Court                  | Marijke Jansen Astrid Suurbeck Lidy Venneboer          | 3−0      |
| Finalista  | 1.   | 25 de maig de 1969                     | Copa Federació, Atenes, Grècia               | Terra batuda | Margaret Court Judy Tegart      | Peaches Bartkowicz Julie Heldman Nancy Richey          | 1−2      |
| Finalista  | 2.   | 22 - 29 d'agost de 1976                | Copa Federació, Filadèlfia, Estats Units (2) | Moqueta (i)  | Evonne Cawley                   | Rosie Casals Billie Jean King                          | 1−2      |
| Finalista  | 3.   | 13 - 18 de juny de 1977                | Copa Federació, Eastbourne, Regne Unit (3)   | Gespa        | Dianne Fromholtz Wendy Turnbull | Rosie Casals Chris Evert Billie Jean King              | 1−2      |
| Finalista  | 4.   | 27 de novembre - 3 de desembre de 1978 | Copa Federació, Melbourne, Austràlia (4)     |              | Wendy Turnbull                  | Tracy Austin Rosie Casals Chris Evert Billie Jean King | 1−2      |
| Finalista  | 5.   | 30 d'abril - 6 de maig de 1979         | Copa Federació, Madrid, Espanya (5)          | Terra batuda | Dianne Fromholtz Wendy Turnbull | Tracy Austin Rosie Casals Chris Evert Billie Jean King | 0−3      |

## Trajectòria

### Individual
| Torneig | 1963 | 1964 | 1965 | 1966 | 1967 | 1968 | 1969 | 1970 | 1971 | 1972 | 1973 | 1974 | 1975 | 1976 | 1977 | 1977 | 1978 | 1979 | Títols |
| --- | ---- | ---- | ---- | ---- | ---- | ---- | ---- | ---- | ---- | ---- | ---- | ---- | ---- | ---- | ---- | ---- | ---- | ---- | ------ |
| Open d'Austràlia | 3R   | 2R   | 3R   | SF   | SF   | 3R   | SF   | F    | A    | A    | SF   | SF   | 2R   | 1R   | G    | SF   | A    | A    | 1 / 14 |
| Roland Garros | A    | A    | A    | 1R   | SF   | 4R   | QF   | 1R   | 2R   | 2R   | A    | A    | A    | A    | A    | A    | A    | A    | 0 / 7  |
| Wimbledon | A    | A    | A    | 3R   | 3R   | 3R   | 2R   | 4R   | QF   | 3R   | QF   | SF   | 2R   | QF   | QF   | QF   | 4R   | 4R   | 0 / 14 |
| US Open | A    | A    | A    | SF   | 4R   | A    | 1R   | QF   | SF   | F    | QF   | QF   | QF   | 2R   | 4R   | 4R   | 4R   | QF   | 0 / 13 |
| Rànquing final d'any | −    | −    | −    | −    | −    | −    | −    | −    | −    | −    | −    | −    | 10   | 8    | 10   | 10   | 9    | 9    |        |
| Llegenda: G: Guanyadora; F: Finalista; SF: Semifinalista; QF: Quarts de final; Q: Qualificació; A: Absent; RR: Round Robin; |      |      |      |      |      |      |      |      |      |      |      |      |      |      |      |      |      |      |        |

### Dobles femenins
| Open d'Austràlia | QF | QF | QF | G  | SF | F  | A  | A  | F  | F | A | A | F  | F  | A | A  | 1 / 10 |
| Roland Garros | A  | 3R | QF | 2R | SF | A  | 3R | QF | A  | A | A | A | A  | A  | A | A  | 0 / 6  |
| Wimbledon | A  | SF | QF | 3R | SF | SF | QF | 3R | 2R | A | A | A | QF | QF | G | 3R | 1 / 11 |
| US Open | A  | 3R | 3R | A  | 2R | SF | SF | QF | QF | A | A | A | SF | SF | F | A  | 0 / 9  |
| Llegenda: G: Guanyadora; F: Finalista; SF: Semifinalista; QF: Quarts de final; Q: Qualificació; A: Absent; RR: Round Robin; |    |    |    |    |    |    |    |    |    |   |   |   |    |    |   |    |        |

### Dobles mixts
| Open d'Austràlia | QF | A  | 2R | 1R | A  | A  | A | A | A  | A  | A  | A  | A  | A  | A  | 0 / 3  |
| Roland Garros | 1R | 3R | 2R | QF | A  | A  | A | A | A  | A  | A  | A  | A  | A  | A  | 0 / 4  |
| Wimbledon | 2R | 4R | 3R | 4R | 2R | 4R | A | A | A  | 1R | 3R | QF | QF | 2R | 2R | 0 / 11 |
| US Open | QF | 1R | A  | 2R | 3R | A  | A | A | 2R | 1R | A  | 2R | 2R | 1R | A  | 0 / 8  |
| Llegenda: G: Guanyadora; F: Finalista; SF: Semifinalista; QF: Quarts de final; Q: Qualificació; A: Absent; RR: Round Robin; |    |    |    |    |    |    |   |   |    |    |    |    |    |    |    |        |